# Höhenwarner
Ein Höhenwarner ist ein im Fallschirmsport häufig verwendetes elektronisches Gerät, das den Umgebungsluftdruck misst. Er gibt unterschiedliche Warntöne ab, wenn der Fallschirmspringer im Freifall eine zuvor eingestellte Höhe (diese ist direkt abhängig vom Umgebungsluftdruck) unterschreitet. Bei den zurzeit auf dem Markt erhältlichen akustischen Höhenwarnern können drei unterschiedliche Warnhöhen eingestellt werden, um dem Springer entsprechende Signale zu übermitteln:
Beispiel:
1. eingestellte Höhe 1500 m – Separationshöhe beim Formationsspringen
2. eingestellte Höhe 1200 m – Schirmöffnung
3. eingestellte Höhe 600 m – sofort Schirmöffnung einleiten, wenn noch nicht geschehen.

Der Höhenwarner dient vor allem dazu, dem Freestyle-Springer (Head-Down, Sitfly usw.) eine zusätzliche Sicherheit mitzugeben, da dieser möglicherweise auf Grund der Körperhaltung nicht immer den normalen Höhenmesser im Blick haben kann.
Ungeachtet dessen sollte sich der Springer niemals allein auf dieses Zusatzgerät verlassen, da dieses gegebenenfalls auch eine Fehlfunktion haben könnte.